# Хумболтов рунасти мајмун
Хумболтов рунасти мајмун (Lagothrix lagothricha) је врста примата (Primates) из породице пауколиких мајмуна (Atelidae). 

## Распрострањење
Ареал врсте је ограничен на мањи број држава. 
Врста има станиште у Бразилу, Колумбији, Еквадору и Перуу. Присуство у Венецуели је непотврђено.

## Станиште
Станиште врсте су шуме.

## Угроженост
Ова врста се сматра рањивом у погледу угрожености врсте од изумирања.